# Лимбах-Оберфрона
Лимбах-Оберфрона (нем. Limbach-Oberfrohna) — город в Германии, районный центр, расположен в земле Саксония. Подчинён административному округу Хемниц. Входит в состав района Цвиккау. Подчиняется управлению Лимбах-Оберфрона.  Население составляет 25348 человек (на 31 декабря 2010 года). Занимает площадь 50,17 км². Официальный код  —  14 1 73 140.
Город подразделяется на 7 городских районов.